# 竹原春泉斎
竹原 春泉斎（たけはら しゅんせんさい、生没年不詳）とは、江戸時代の大坂の浮世絵師。

## 来歴
竹原春朝斎の子で父春朝斎に絵を学ぶ。大坂の人。本姓は谷本、竹原を称し清秀、春泉斎と号す。作画期は寛政から文化の頃にかけてで、名所図会や読本の挿絵などを描いている。

## 作品

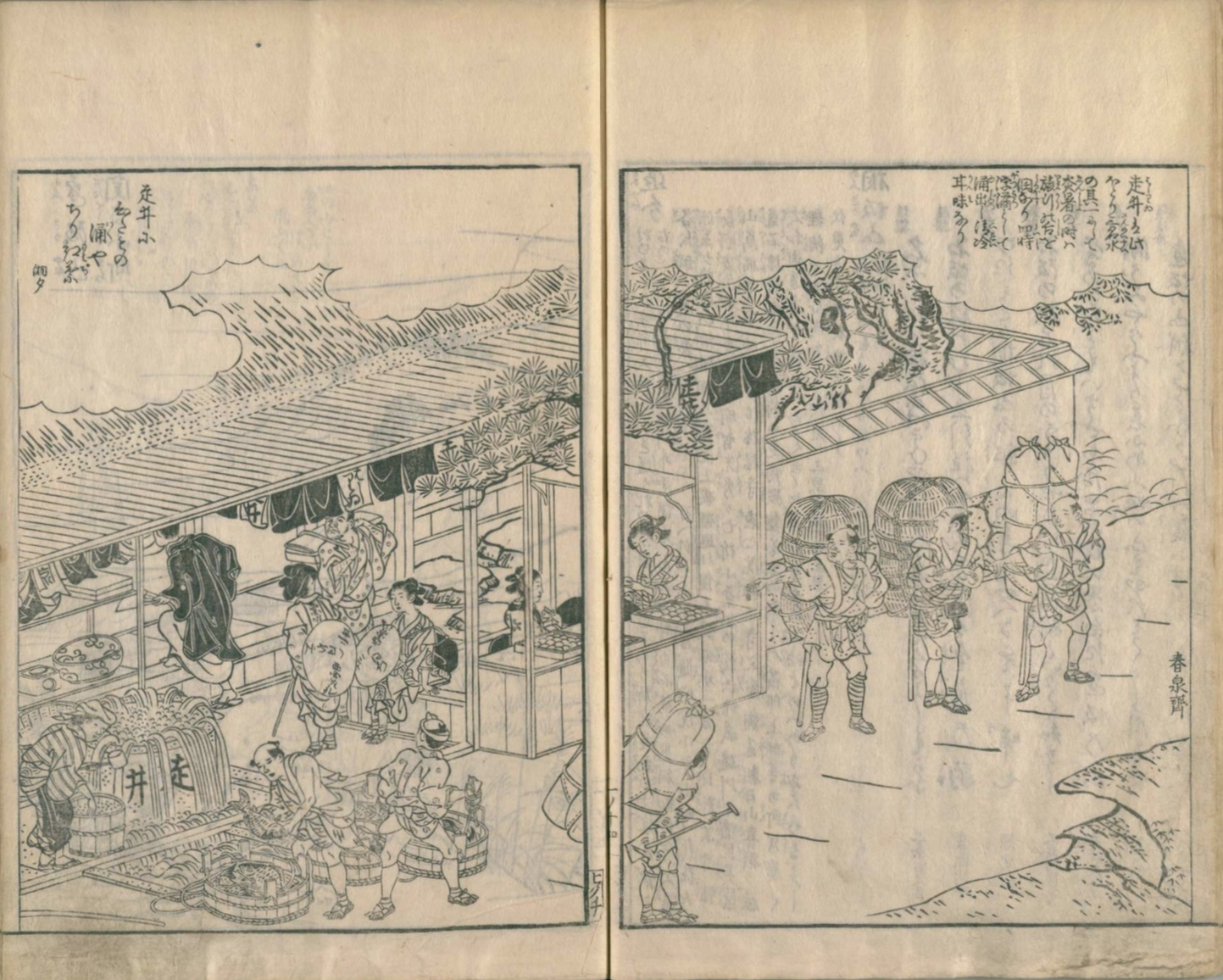
『東海道名所図会』、走井

- 『東海道名所図会』　※秋里籬島編、寛政9年（1797年）刊行
- 『秘傳千羽鶴折形』　※秋里籬島編、寛政9年（1797年）刊行
- 『二十四輩順拝図会』　※了貞作、享和3年（1803年）刊行
- 『絵本浪華男』五巻　※読本、文化4年（1807年）刊行